# Чувардино
Чувардино — село в Дмитровском районе Орловской области. Входит в состав Лубянского сельского поселения.

## География
Расположено в 27 км к востоку от Дмитровска и в 20 км к юго-западу от Кром на правом берегу болотистой реки Неживки. Высота над уровнем моря — 230 м. В 1,5 км к северо-востоку от села проходит граница с Кромским районом. Чувардино окружено крупными оврагами. В одном из них, Троицком логу, находятся мощные выходы меловых песков; разрез их достигает толщины в 5—6 саженей (более 6 метров).

## История
В 1901 году рядом с селом были найдены 18 монетных серебряных гривен рязанского типа весом по полфунта, вложенные в серебряный витой браслет. Данная находка свидетельствует о существовании здесь селения уже в XIII веке.
В доступных источниках Чувардино впервые упоминается в 1715 году как село Кромского уезда. То есть уже в то время здесь действовал церковный приход. С 1734 года в Чувардино упоминается деревянный храм, освящённый в честь великомученика Димитрия Солунского. С 1802 года в составе Дмитровского уезда Орловской губернии. Через Чувардино проходил Киевско-Московский тракт. В 1817 году, во время поездки из Москвы в Киев, село посетил князь Иван Михайлович Долгоруков. Здесь он встретил графиню Прасковью Петровну Кутайсову, которая остановилась для замены лошадей во время поездки из Парижа в Петербург. В то время помещиком в Чувардино был Г. Шипов, который охотно принимал высоких гостей, часто проезжающих через его владения. Вот как описывает гостеприимство Шипова князь Долгоруков:

Хозяин крайне доволен, когда гости у него не перемежаются. Он нас принял очень ласково. Дал нам прекрасный обед с десертом и напоил меня славным Донским вином, какого я давно не отведывал. Я нашёл тут много нового строения. Шипов завёл ресторацию для приезжающих и сам её содержит. Он нас водил смотреть её. Очень хорошие покои, кровати, чистое бельё. и всё нужное в дороге, на образец описываемых подобных домов в чужих краях. Вы тут можете спросить чай, кофе, обед и ужин во всякое время, днём и ночью; всё готово и за самую сходную цену.
В 1838 году, проездом с Украины в Петербург, в Чувардино останавливался на ужин и ночлег композитор М. И. Глинка. В 1840 году селом владел гвардии полковник Фёдор Андреевич Офросимов. В 1853 году в Чувардино было 56 дворов, проживало 619 человек (314 мужского пола и 305 женского). В 1860 году селом Чувардино с деревней Рожково владел Александр Фёдорович Офросимов. Ему принадлежало 263 крестьянина и 17 дворовых мужского пола в 53 дворах. Другая часть жителей села в то время принадлежала князю Владимиру Александровичу Меншикову.
В ходе крестьянской реформы 1861 года была создана Чувардинская волость с административным центром в Чувардино. В 1866 году в селе было 59 дворов, проживало 589 человек (286 мужского пола и 303 женского), действовали православный храм и мельница. К 1877 году число дворов увеличилось до 87, число жителей — до 669 человек. В селе действовали лавка и постоялый двор, а 24 июля и 26 октября (в Дмитриев день) здесь проводился торжок. К этому времени Чувардинская волость была упразднена и село вошло в состав Лубянской волости Дмитровского уезда Орловской губернии. В 1897 году в Чувардино проживал 631 человек (285 мужского пола и 346 женского), всё население исповедовало православие. Крестьяне села из-за невысокой плодородности земли жили в меньшем достатке, чем в соседней деревне Волобуево. Ежегодно в летний период многие жители Чувардина отправлялись на заработки в южные губернии. В основном они работали плотниками и столярами при постройке деревянных церквей. На зиму они возвращались домой, почти постоянно принося заработка до 100 рублей. В конце XIX — начале XX века в селе действовала земская мужская школа на 60 мальчиков.
В Первой мировой войне участвовали жители Чувардина: Алёшкин Андрей Афанасьевич (1884), Алёшкин Георгий Стефанович (1895), Баканов Григорий Борисович, Башев Василий Тимофеевич, Богачёв Афанасий Андреевич, Бодякин Алексей Васильевич (1896), Волков Егор Константинович (1892), Горбунов Василий Григорьевич (1882), Горбунов Иван Григорьевич и другие.
Когда произошла революция, в имении Чувардино вела хозяйство помещица Мария Аркадьевна Офросимова (1861—1923), старшая сестра покойного премьер-министра П. А. Столыпина. Во время Гражданской войны, в ходе Орловско-Кромского сражения, 28 октября 1919 года бригада червонных казаков без боя заняла Чувардино. Штаб бригады поместили в поповском дворе. Дом стоял на возвышенности, откуда за версту была видна дорога на Дмитровск.
В 1926 году в селе было 170 хозяйств (в т. ч. 168 крестьянского типа), проживало 843 человека (360 мужского пола и 483 женского), действовали: школа 1-й ступени, пункт ликвидации неграмотности, красный уголок, государственное торговое заведение IV разряда, кооперативное торговое заведение III разряда. В то время было административным центром Чувардинского сельсовета Лубянской волости Дмитровского уезда. С 1928 года в составе Дмитровского района. В 1930-е — 1940-е годы в селе действовал колхоз «Лужок». В 1937 году в Чувардино было 115 дворов. Во время Великой Отечественной войны, с октября 1943 года по август 1943 года, находилось в зоне немецко-фашистской оккупации. В 1954 году Чувардинский сельсовет был упразднён и село вошло в состав Лубянского сельсовета.

## Храм Димитрия Солунского
Церковный приход существовал в Чувардино, как минимум, с начала XVIII века. Деревянный православный храм, освящённый в честь великомученика Димитрия Солунского упоминается в селе с 1734 года. К приходу храма, помимо жителей Чувардина, было приписано население соседней деревни Волобуево. В 1840 году из-за ветхости и тесноты старое деревянное здание храма было разобрано. На его месте в том же году стараниями помещика Ф. А. Офросимова был построен «красивый, светлый и обширный» каменный храм, который был освящён 26 октября 1840 года — в Дмитриев день. В 1896 году был проведён капитальный ремонт, храм был оштукатурен и внутри окрашен. Здание церкви было обнесено каменной оградой с железными решётками и воротами. В 1905 году в приходе храма было 218 дворов, в которых проживал 1441 человек (695 мужского пола и 746 женского). Прихожанами Дмитриевского храма были, в основном, крестьяне, кроме 1 господского, 1 купеческого и 2-х мещанских домов. Отмечалось, что все прихожане храма «к посещению церковного богослужения усердны». При церкви имелось 33 десятины земли. Причт состоял из священника и псаломщика.
В 1907 году приходской совет церкви боролся с распространением революционной пропаганды среди местного населения, противодействовал пьянству, сквернословию, воровству и другим порокам, распространял среди местного населения нравственные брошюры и листки, занимался изысканием средств на украшение храма.
В советское время Дмитриевский храм был закрыт и разрушен. Метрические книги храма не сохранились.
Священниками Дмитриевского храма в разное время были: Михаил Леонутов (?—1885), Пётр Добродеев (1885—?) и другие.

## Население
| 1853 | 1866 | 1877 | 1897 | 1926 | 1979 | 2002 |
| ---- | ---- | ---- | ---- | ---- | ---- | ---- |
| 619  | ↘589 | ↗669 | ↘631 | ↗843 | ↘145 | ↘45  |
| 2010 |      |      |      |      |      |      |
| ↘17  |      |      |      |      |      |      |

## Памятник истории
В селе находится братская могила советских воинов, погибших в боях с фашистскими захватчиками во время Великой Отечественной войны.

## Персоналии
- Алёшкин, Александр Иванович (1923—1943) — участник Великой Отечественной войны, Герой Советского Союза (1943).